# 朱红大杜鹃
朱红大杜鹃（学名：Rhododendron griersonianum）为杜鹃花科杜鹃花属下的一个种。

## 扩展阅读
- 維基物種上的相關：朱红大杜鹃